# 御坂山地
御坂山地（みさかさんち）は山梨県南部、甲府盆地と富士山北麓及び桂川（相模川）流域との間に東西に延びる山地。東から高川山（976m）、三つ峠（1,785m）、御坂山（1,596m）、黒岳（1,793m）、節刀ヶ岳（1,736m）等の山が有る。御坂山近くに御坂峠が有り、甲府盆地と富士五湖がある郡内地方を結ぶ。北東の笹子峠で奥秩父山塊の大菩薩連嶺の山系に接続する。西は富士川近くに達し、南西は本栖湖付近で天子山地に連なる。新生代新第三紀中新世の御坂層 の堆積岩類とそれを貫く花崗岩で形成されている。富士五湖周辺の南側の南都留郡富士河口湖町側の主要な山域は富士箱根伊豆国立公園の特別地域の指定を受けている。御坂山地最西端にあたる大畠山と蛾ケ岳（ひるがたけ）付近の山稜地域及び、山腹の凹地に水を湛えた四尾連湖とその周辺は四尾連湖県立自然公園の指定を受けている。

## 地理
甲府盆地と富士山北麓との間の東西に延びる山域。笛吹市の黒岳の北側の斜面にはカムイみさかスキー場がある。

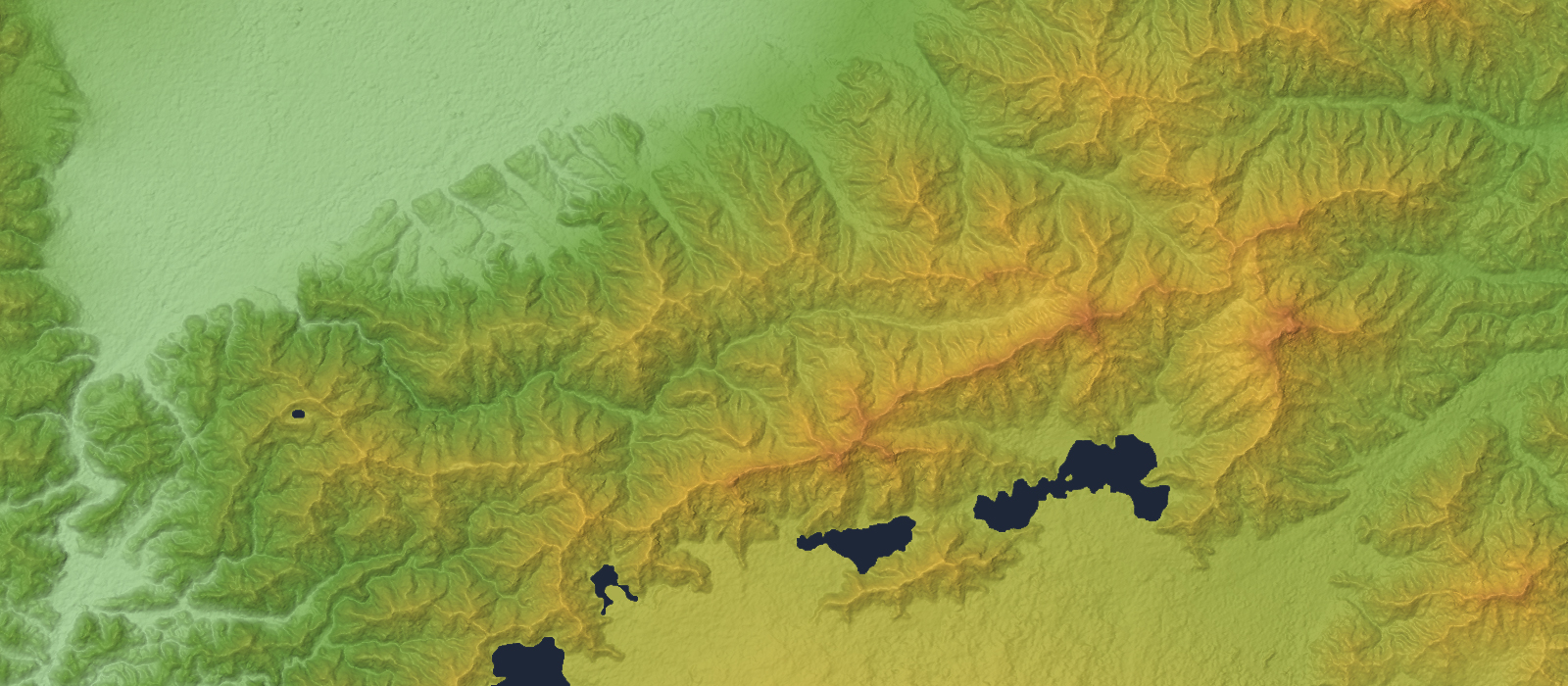
御坂山地の地形図

### 主な山
御坂山地の主な山を、東からの順で以下に示す。最高峰は、標高1,793 mの黒岳。
| 山容                                                                                            | 山名     | 標高(m)  | 三角点等級 基準点名 | 黒岳からの 方角と距離(km) | 備考                        |
| ----------------------------------------------------------------------------------------------- | -------- | -------- | ------------------- | ------------------------- | --------------------------- |
| ホテルマウント富士から望む三ッ峠山（2014年12月6日）                                             | 三ッ峠山 | 1,785.23 | 二等 「水峠」       | 東 5.4                    | 日本二百名山 山梨百名山     |
| 河口湖畔から望む御坂山（2015年10月26日）                                                        | 御坂山   | 1,596.00 | 三等 「御坂峠」     | 東北東 2.2                |                             |
| 河口湖畔から望む黒岳（2015年10月26日）                                                          | 黒岳     | 1,792.68 | 一等 「黒岳」       | 0                         | 御坂山地の最高峰 山梨百名山 |
| 河口湖畔から望む足和田山（2015年10月26日）                                                      | 足和田山 | 1,354.91 | 二等 「檀ノ山」     | 南南西 7.5                | 山梨百名山                  |
| 足和田山から望む十二ヶ岳（2014年12月13日）                                                      | 十二ヶ岳 | 1,683    |                     | 南西 6.4                  | 山梨百名山                  |
| 明神山のパノラマ台から望む御坂山地（左から鬼ヶ岳、十二ヶ岳、節刀ヶ岳、毛無山）（2014年12月6日） | 節刀ヶ岳 | 1,736    |                     | 南西 6.5                  | 山梨百名山                  |
| 足和田山の三湖台から望む鬼ヶ岳（2014年12月13日）                                                | 鬼ヶ岳   | 1,738    |                     | 西南西 7.5                |                             |
| 天子山地の竜ヶ岳から望む王岳と青木ヶ原（2015年12月17日）                                        | 王岳     | 1,623.29 | 二等 「王岳」       | 南西 10.4                 | 山梨百名山                  |
| パノラマ台から望む三方分山、右下部に精進湖（2014年12月13日）                                    | 三方分山 | 1,422    |                     | 西南西 14.3               | 山梨百名山                  |
| 天子山地の竜ヶ岳から望む蛾ヶ岳、右奥に山頂部に雲がかかった八ヶ岳（2015年12月5日）               | 蛾ヶ岳   | 1,278.99 | 三等 「岩根」       | 西南西 19.7               | 山梨百名山                  |

### 主な峠
山域の主な峠を以下に示す。
- 清八峠 - 本社ヶ丸と清八山との鞍部
- 御坂峠 - 御坂山と黒岳との鞍部
- すずらん峠 - 黒岳と破風山との鞍部

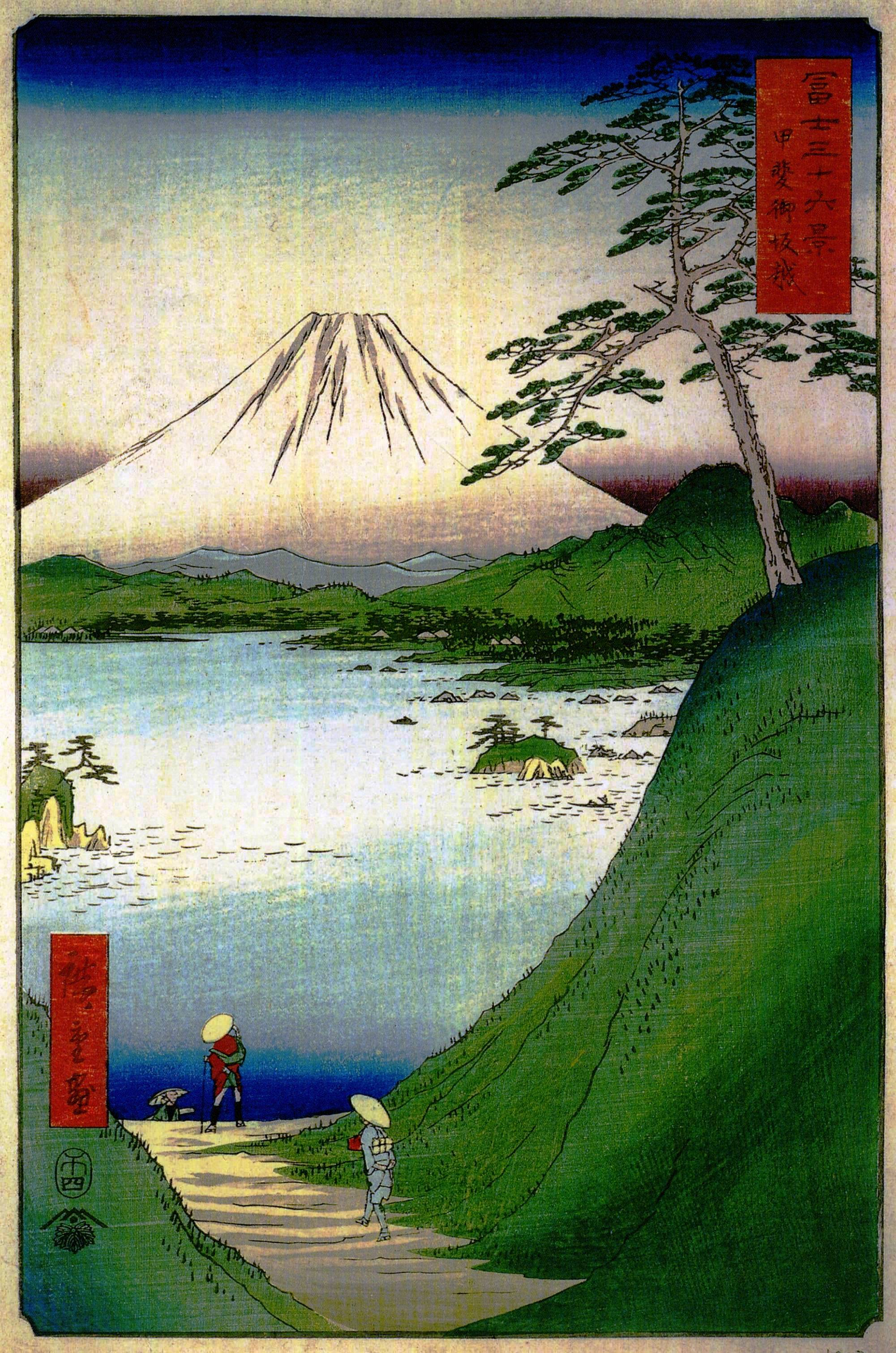
歌川広重「富士三十六景 甲斐御坂越」

- 新道峠、大石峠 - 破風山と節刀ヶ岳との鞍部
- 鍵掛峠 - 鬼ヶ岳と鍵掛との鞍部
- 日坂峠 - 黒岳と釈迦ヶ岳（1,641 m）との鞍部
- 鳥坂峠 - 釈迦ヶ岳（1,641 m）と春日山との鞍部
- 黒坂峠 - 春日山と名所山との鞍部
- 鶯宿峠 - 名所山と滝戸山との鞍部
- 右左口峠、関原峠、大峠、桜峠 - 日陰山から西へ延びる尾根にある鞍部
- 八坂峠、アンバ峠、地蔵峠 - 釈迦ヶ岳（1,271 m）と大平山との鞍部
- 折門峠 - 大平山の南の肩にある鞍部
- 四尾連峠 - 四尾連湖の北西、大畠山の西にある鞍部
- 笹子峠 - 達沢山と大谷ヶ丸との鞍部、標高1,096 m、ここで奥秩父山塊の大菩薩連嶺の山系に接続する。

### 源流の河川
東と北東の山域は相模川水系の桂川などの支流の源流となる山で太平洋側の駿河湾へ流れる。西側と北西側の山域は富士川水系の笛吹川などの支流の源流となる山で太平洋側の駿河湾へ流れる。南側の山域は、本栖湖、精進湖、西湖、河口湖へ流れる河川の源流となる山である。

### 交通・アクセス

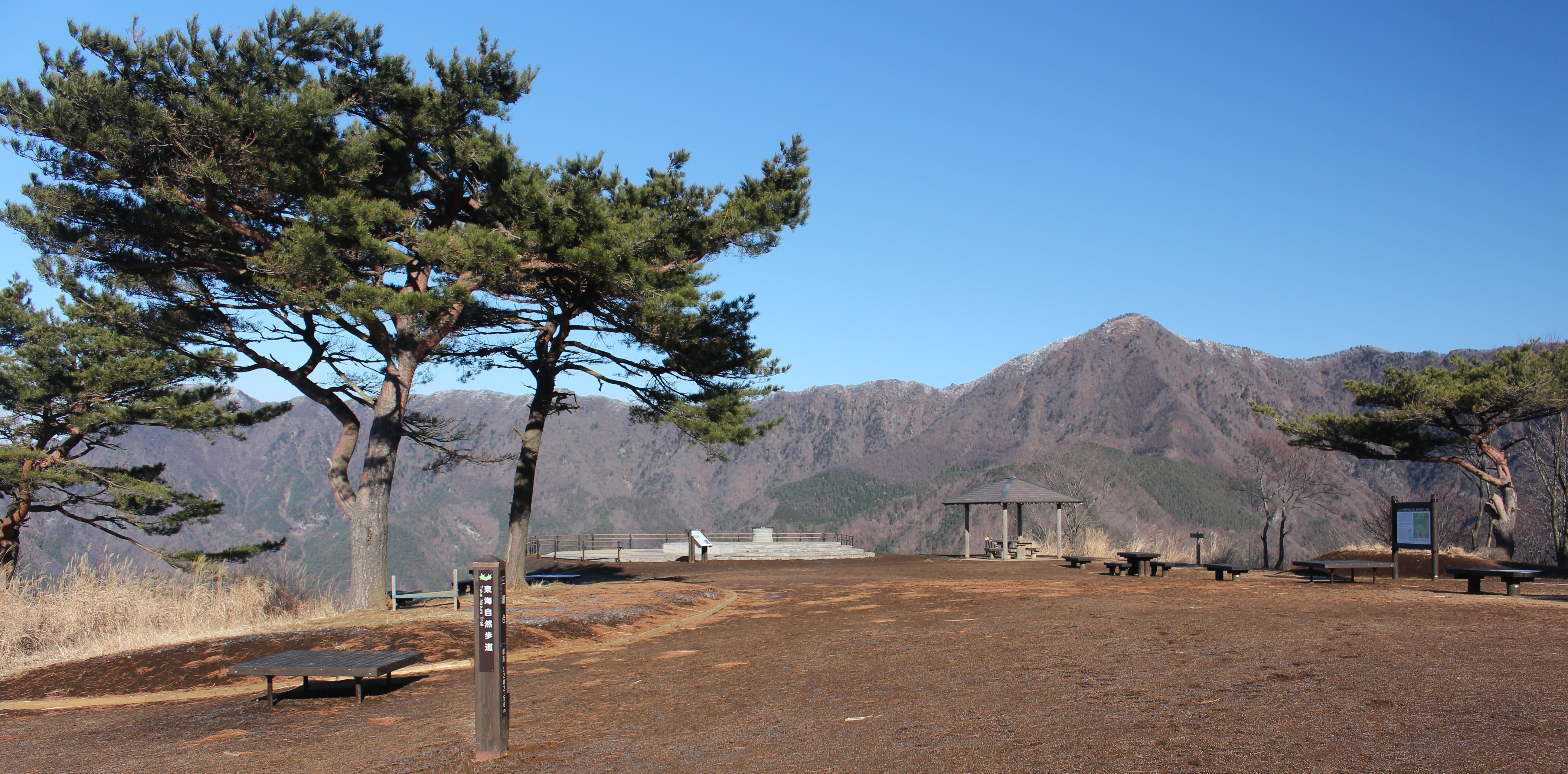
東海自然歩道（足和田山の三湖台）から望む西湖の北側にある鬼ヶ岳

山域の東側を国道137号が縦断し、御坂山の西側で御坂トンネルが貫通し、その東側に国道137号の旧道の山梨県道708号富士河口湖笛吹線が通り御坂山の東で旧御坂トンネルが貫通する。山域の中央付近を山梨県道36号笛吹市川三郷線が縦断し、鳥坂峠の東側で新鳥坂トンネルが貫通し、大石峠の東側で若彦トンネルが貫通する。山域の西側を国道358号が縦断し、右左口峠近くの西側で右左口トンネルが貫通し、三方分山の東側で精進湖トンネルが貫通する。南側の足和田山の尾根伝いに東海自然歩道が通る。山域の南麓に国道139号が通る。山域の南東麓に中央自動車道富士吉田線と富士山麓電気鉄道の富士急行線が通る。山域に西麓に東海旅客鉄道（JR東海）の身延線が通る。

## 御坂山地の風景

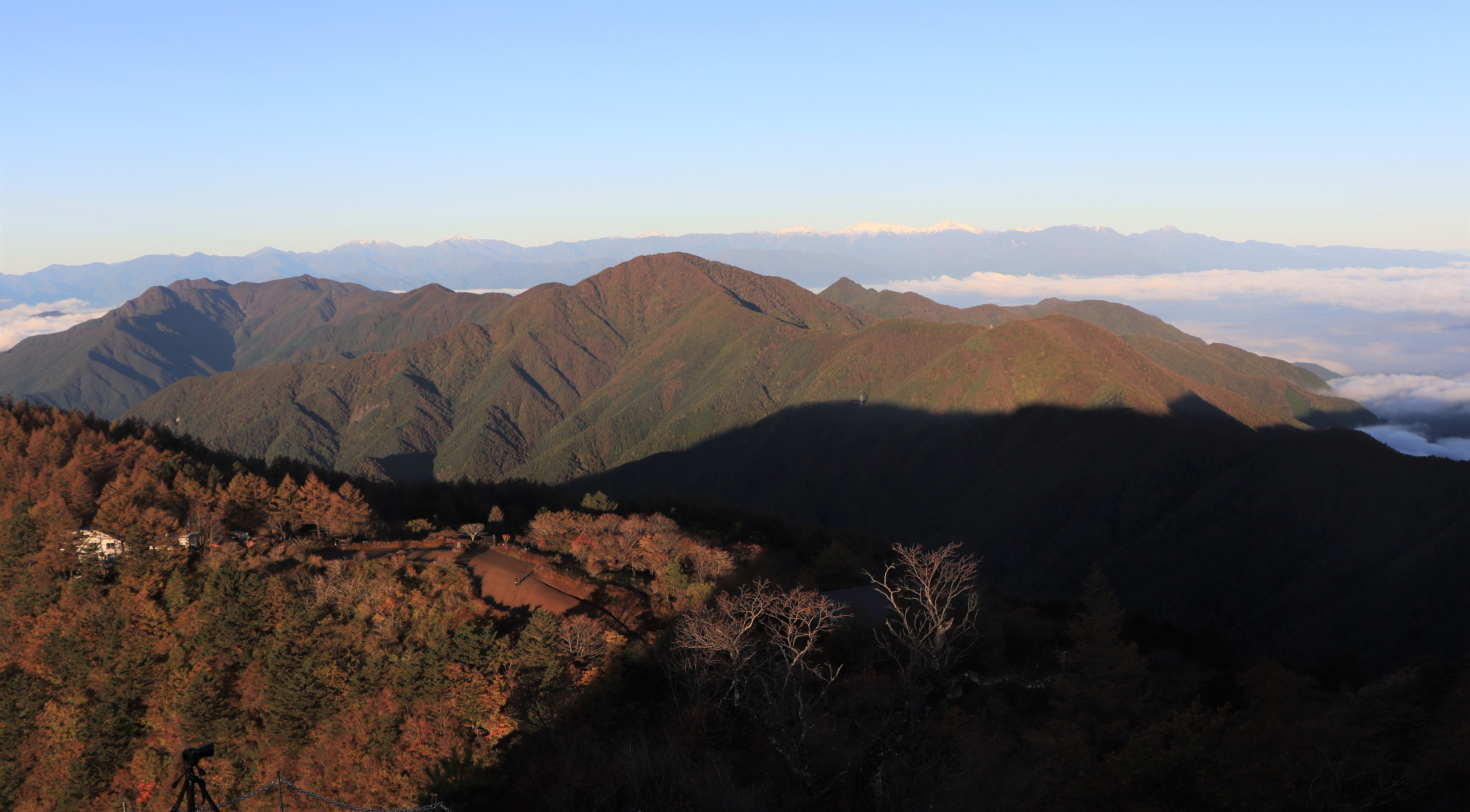
三つ峠山から望む御坂山地と遠景の赤石山脈
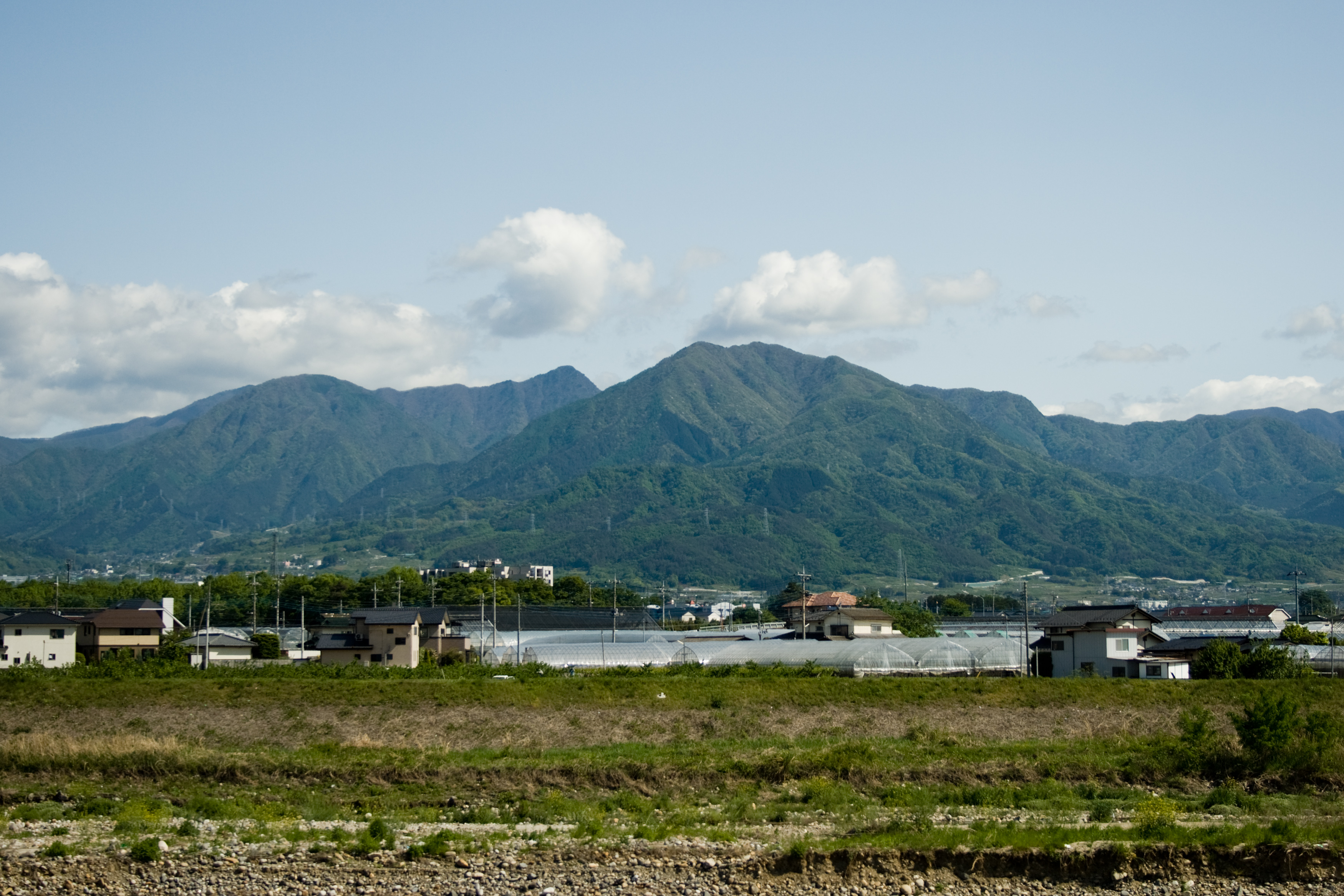
甲府盆地・石和温泉付近から望む御坂山地
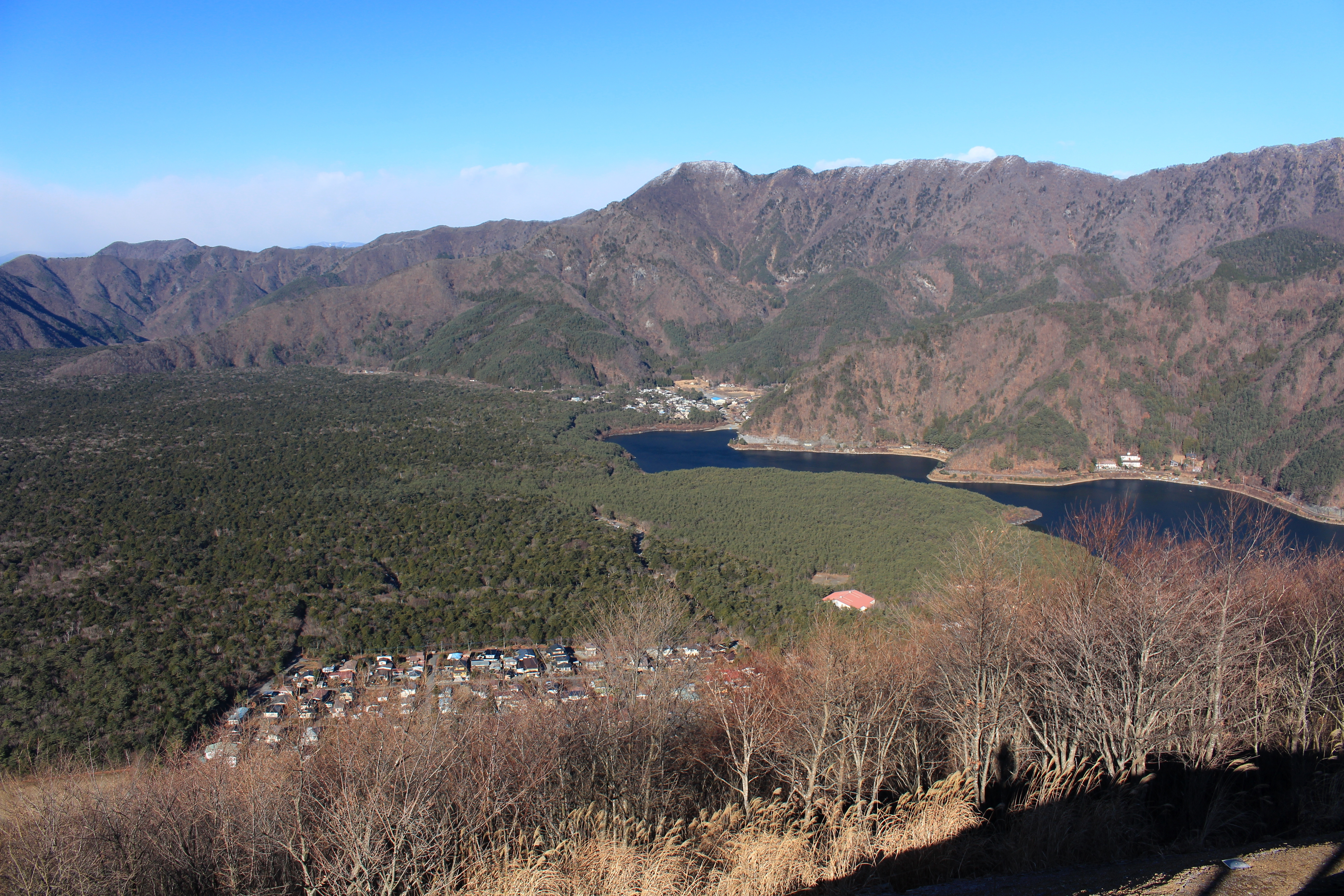
足和田山の三湖台から望む王岳と左奥の三方分山、手前に山麓の青木ヶ原と西湖
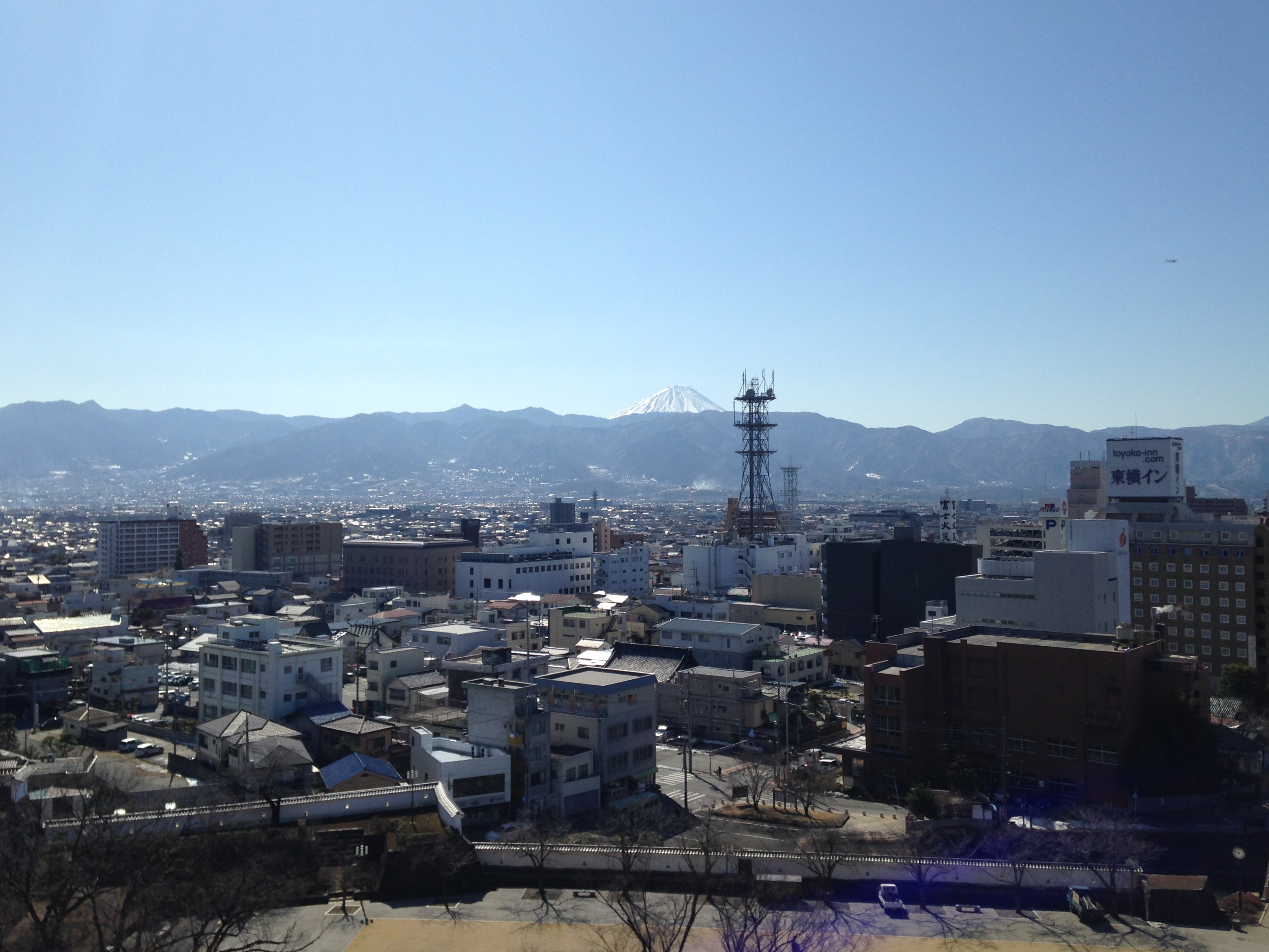
甲府城から南側を望む御坂山地越しの富士山の山頂部